# بخش مرکزی شهرستان لنگرود
بخش مرکزی شهرستان لنگرود یکی از بخش‌های شهرستان لنگرود در استان گیلان در شمال ایران است.

## تقسیمات کشوری
- بخش مرکزی شهرستان لنگرود
  - دهستان چاف
  - دهستان دیوشل
  - دهستان گل سفید

شهر: لنگرود

## جمعیت
بنابر سرشماری مرکز آمار ایران، جمعیت بخش مرکزی شهرستان لنگرود در سال ۱۳۹۵ برابر با ۱۰۳٬۲۸۲ نفر بوده‌است.